# Duchess M
Il Duchess M è stato un traghetto, appartenuto alla Marlines dal 1989 al 2014.

## Servizio
Costruita nel 1970 a Hong Kong come ro-ro merci, dopo sei anni di servizio in Nuova Zelanda con il nome di Wanaka la nave fu utilizzata dal 1976 al 1980 da due compagnie di navigazione greche, prima con il nome di Rata Hills e poi di Iniochos Express. Venduta successivamente alla francese Brittany Ferries e rinominata Breizh Izel, fu impiegata in modo discontinuo, venendo noleggiata più volte.
Nel 1989 la nave fu ceduta alla compagnia greca Marlines, fondata otto anni prima. Sottoposta a una radicale riconversione in traghetto per il trasporto di passeggeri e veicoli, entrò in servizio l'anno successivo, sostituendo su una lunga linea tra Ancona e la Turchia via Patrasso e Candia l'ex ammiraglia della flotta, la Queen M. Inadatta a una linea così lunga a causa delle piccole dimensioni e della scarsa velocità (18 nodi), fu trasferita l'anno successivo su una nuova linea Brindisi - Corfù - Igoumenitsa - Patrasso. Nel 1994 lo scalo italiano passò a Bari, mentre a partire dall'anno successivo, la linea fu accorciata omettendo lo scalo a Patrasso.
Nel 1997 fu l'ultima nave in servizio per Marlines sulla Ancona - Igoumenitsa - Patrasso, prima linea aperta dalla compagnia greca. Ritornò poi fino al 2001 sulla Bari - Igoumenitsa, operando nel 2000 con nome Balbek. Rimasto ormai unico traghetto in servizio per Marlines, nel 2002 abbandonò definitivamente i collegamenti verso la Grecia, passando a una linea Bari - Cattaro (Montenegro), destinazione sostituita a partire dal 2003 con Durazzo.
Negli anni successivi traghetto operò collegamenti stagionali da Bari verso l'Albania o il Montenegro, approdando generalmente a Durazzo o ad Antivari; tuttavia, nel 2009 la Duchess M non riprese il servizio, rimanendo in disarmo ad Eleusi.
Dopo sei anni di disarmo nel dicembre 2014 la nave fu demolita in Turchia con il nome abbreviato in Ches.